# Janusz Górski

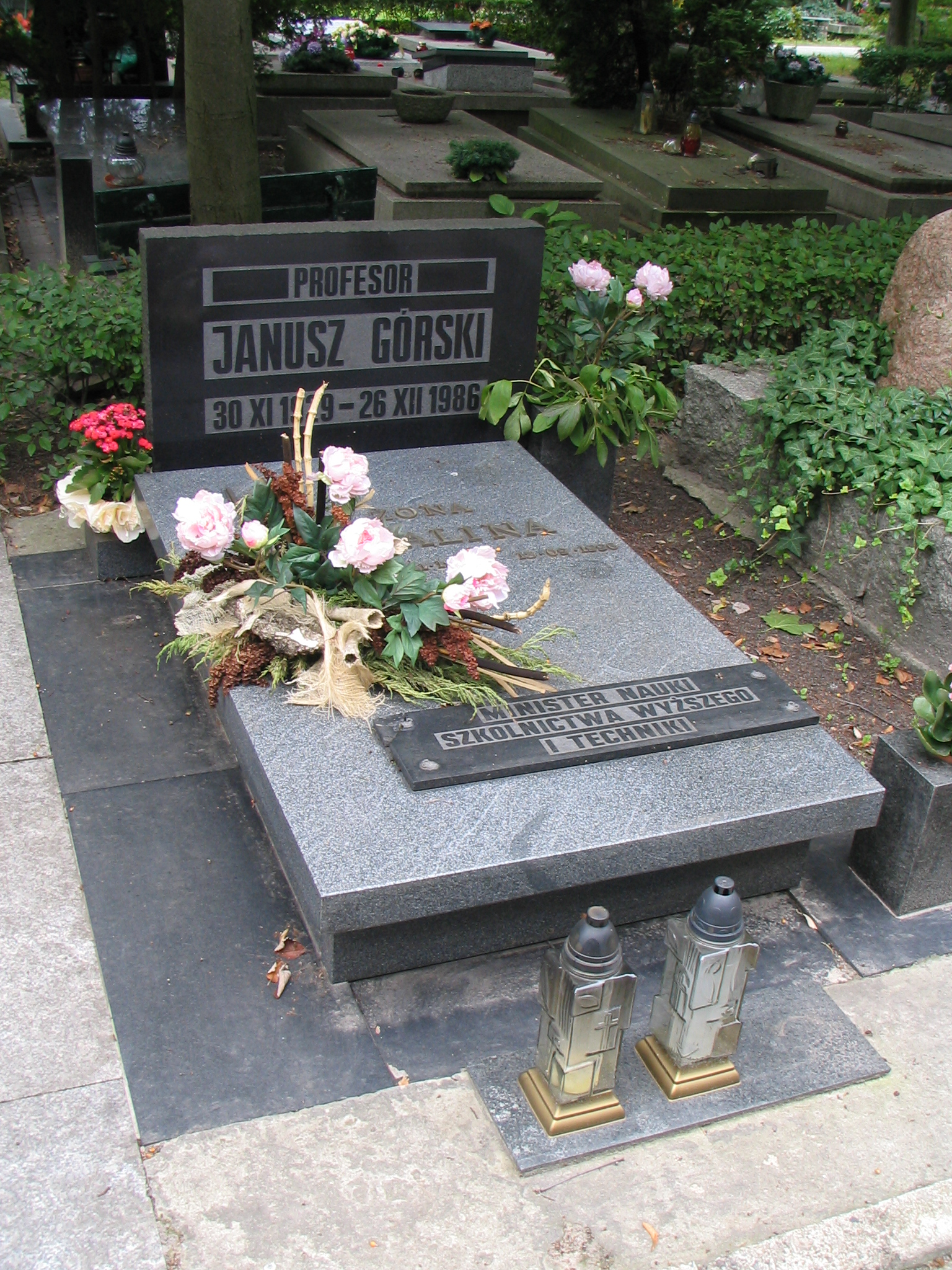
Grób Janusza Górskiego i jego żony Haliny na Powązkach; Warszawa, 23 lipca 2008

Janusz Jerzy Górski (ur. 30 listopada 1929 w Międzyrzecu Podlaskim, zm. 26 grudnia 1986 w Warszawie) – polski ekonomista i działacz ruchu ludowego, a następnie komunistyczny; minister nauki, szkolnictwa wyższego i techniki.

## Życiorys
Syn Czesława i Stefanii. Należał do Związku Młodzieży Wiejskiej RP Wici (1947–1948) i Związku Młodzieży Polskiej (1948–1952), w którym od 1948 do 1949 był starszym referentem zarządu głównego.
W latach 1947–1952 należał do Stronnictwa Ludowego i Zjednoczonego Stronnictwa Ludowego, po czym w 1963 wstąpił do Polskiej Zjednoczonej Partii Robotniczej. Od 1973 wchodził w skład egzekutywy Komitetu Łódzkiego partii, pełnił również funkcję zastępcy członka Komitetu Centralnego (1980–1981).
Od 1950 do 1952 pracował na stanowisku zastępcy asystenta Uniwersytetu Warszawskiego, po czym do 1972 był starszym asystentem, adiunktem, docentem i profesorem (od 1969) Szkoły Głównej Planowania i Statystyki w Warszawie, kierował Centralnym Ośrodkiem Metodycznym Studiów Ekonomicznych (1966–1972).
W latach 1972–1975 był rektorem Uniwersytetu Łódzkiego. Od 1975 był wiceministrem nauki, szkolnictwa wyższego i techniki, następnie od 9 sierpnia do 26 października 1978 był kierownikiem ministerstwa, a od 26 października 1978 do 3 lipca 1981 był ministrem tegoż resortu w rządach Piotra Jaroszewicza i Edwarda Babiucha oraz Edwarda Babiucha, Józefa Pińkowskiego i Edwarda Babiucha, Józefa Pińkowskiego i Wojciecha Jaruzelskiego.
Znany m.in. z negocjacji ze studentami podczas strajku studenckiego w Łodzi w styczniu i lutym 1981. W związku z tym później stał się główną postacią piosenki „Rozmowa ministra ze studentami” śpiewanej przez Aleksandra Grotowskiego.
Był prezesem Zarządu Głównego Towarzystwa Wiedzy Powszechnej. Od 1983 członek Rady Krajowej Patriotycznego Ruchu Odrodzenia Narodowego. W 1983 wybrany w skład prezydium Krajowej Rady Towarzystwa Przyjaźni Polsko-Radzieckiej. W latach 80. był także członkiem Rady Naukowej Instytutu Podstawowych Problemów Marksizmu-Leninizmu oraz członkiem Rady Redakcyjnej organu teoretycznego i politycznego KC PZPR „Nowe Drogi”.
Jest pochowany na Cmentarzu Wojskowym na Powązkach (kwatera B31-tuje-5) wraz z żoną Lidią z domu Wadas (1928–1996).

## Odznaczenia i nagrody
- Order Sztandaru Pracy I klasy
- Order Sztandaru Pracy II klasy
- Krzyż Komandorski z Gwiazdą Orderu Odrodzenia Polski (pośmiertnie)
- Krzyż Kawalerski Orderu Odrodzenia Polski
- Nagroda im. Ludwika Waryńskiego (1984) za podręcznik Zarys historii ekonomii politycznej (Książka i Wiedza)[5]
- i inne